# La creatura del mare fantasma
La creatura del mare fantasma (Creature from the Haunted Sea) è un film commedia horror statunitense del 1961 diretto da Roger Corman.

## Trama
Un agente segreto statunitense, Sparks Moan, viene infiltrato nell'equipaggio di una banda di criminali, guidati dall'ex mafioso Renzo Capetto, che si sono offerti di accompagnare un gruppo di militari fuori da Cuba insieme ad uno scrigno di cassa. I criminali però hanno intenzione di tenere lo scrigno per loro ed organizzano una messinscena con un falso mostro marino che avrebbe dovuto uccidere i militari. Ma un vero mostro marino comincia a seguire l'imbarcazione.

## Produzione
Il film fu prodotto dalla Roger Corman Productions e girato a Porto Rico nel 1959 dopo L'ultima donna sulla Terra con lo stesso cast e la stessa troupe. Quando il film fu distribuito, tramite la Allied Artists, per la televisione, furono aggiunte tre scene inedite (l'originale è un mediometraggio della durata di soli 63 minuti) dirette nel marzo del 1963 da Monte Hellman: una scena in cui l'agente XK150 incontra l'agente XK120, una scena in cui Mary-Belle canta la canzone dei titoli del film, e una scena in cui l'agente XK150 chiama XK120 al telefono. La durata complessiva per il passaggio in TV diventò quindi di 74 minuti.
La sceneggiatura, riscritta da Charles B. Griffith, deriva da quella di Naked Paradise e di Beast from Haunted Cave; Corman intese sfruttare alcune riprese inutilizzate per L'ultima donna sulla Terra e decise di fare un altro film anche per gli incentivi fiscali di Porto Rico. La sceneggiatura fu scritta in tre giorni e le riprese restanti effettuate in cinque giorni. Corman utilizzò anche alcuni abitanti del luogo come comparse pagandoli un dollaro l'ora.
Secondo Beach Dickerson, il costume del mostro era fatto con una muta da sub, spugnette abrasive (per pulire le pentole) della Brillo, palle da tennis per gli occhi, palline da ping pong per le pupille, e scovolini per pulire le pipe utilizzati per gli artigli. Secondo l'attore Antony Carbone, il cast, in presenza del mostro, dovette concentrarsi profondamente per non ridere durante le riprese.

## Distribuzione
Alcune delle uscite internazionali sono state:
- giugno 1961 negli Stati Uniti (Creature from the Haunted Sea)
- in Spagna (El monstruo del mar encantado)
- in Francia (La créature de la mer hantée)
- in Italia (La creatura del mare fantasma)
- in Polonia (Potwór z przekletego morza)

La pellicola è entrata nel pubblico dominio negli Stati Uniti.

## Promozione
Le tagline sono:
- "This Gangster's "Single Partner" Isn't Even Human!" ("Questo "partner single" del gangster non è nemmeno umano!").
- "What was the unspeakable secret of the sea?" ("Qual era il segreto indicibile del mare?").